# NPBエンタープライズ
株式会社NPBエンタープライズ（エヌ・ピー・ビー エンタープライズ）は日本野球機構（NPB）と同機構に参加するプロ野球全球団（2014年現在12球団）が共同で出資して、2014年11月に設立された「野球日本代表・侍ジャパン」に関連するグッズ販売やテレビ放映権管理などを行う会社である。

## 概要
NPBエンタープライズでは、プロを中心に構成するトップチームを中心に、日本のアマチュア野球の社会人・U-21・大学・U-18（高校生）・U-15（中学生）・U-12（小学生）・女子チームを一体化して運営することで、侍ジャパンを全面的に支援・強化していくことを目指している。
トップチームはチーム編成などが単発性であり、継続的な強化は課題材料となっていたが、今回の運営会社の設立は各カテゴリーの侍ジャパンの事業を一体化させて、主に強化試合などを中心とした試合の企画・運営、放映権やグッズの販売が中心軸となる。
運営に際しては、日本野球機構から3000万円、プロ野球12球団からは500万円を出資し、代表取締役社長執行役員はNPBコミッショナーの熊﨑勝彦が兼任し、アンバサダーに元阪神タイガースの赤星憲広が就任する。
2015年1月1日、2代目の代表取締役社長に日本テレビスポーツ局長代理兼スポーツ事業推進部長の今村司が就任。2017年5月1日、3代目の代表取締役社長に読売新聞東京本社事業局スポーツ事業部長の山田隆が就任。2020年6月1日、代表取締役社長に専務執行役員の西原研志が就任した。2023年5月8日、同日付で取締役でNPBコミッショナーの榊原定征が最高顧問に就任し、6月1日付で読売新聞東京本社野球事業部長の吉岡則雄が5代目の代表取締役社長に就任することを発表。